# Districtul Stará Ľubovňa
Districtul Stará Ľubovňa este un teritoriu administrativ din Slovacia de est cu 51.373 de locuitori și o suprafață de 624 km². Teritoriul se află în mare parte în regiunea istorică Spiš, fostul comitat ungar Sáros. El este traversat de râul Dunajec din parcul național Pieniny, districtul are două orașe Podolínec (Pudlein), Stará Ľubovňa ([Alt-]Lublau) și 42 de comune.

## Demografie
| An:                | 1994   | 2004   | 2014   | 2024   |
| ------------------ | ------ | ------ | ------ | ------ |
| Număr de persoane: | 48.627 | 51.373 | 53.379 | 53.392 |
| Diferență:         |        | +5,64% | +3,90% | +0,02% |

| An:                | 2023   | 2024   |
| ------------------ | ------ | ------ |
| Număr de persoane: | 53.107 | 53.392 |
| Diferență:         |        | +0,53% |

## Comune
| - Čirč - Ďurková - Forbasy (Forbs) - Hajtovka - Haligovce (Helbingsau) - Hniezdne (Kniesen) - Hraničné (Grenzdorf) - Hromoš (Gromosch) - Chmeľnica (Hopgarten) - Jakubany (Jakobsau) - Jarabina (Girm) - Kamienka (Stein) - Kolačkov (Klautsch) - Kremná (Krembach) | - Kyjov - Lacková (Latzenseifen) - Legnava (Legenau) - Lesnica (Leschnitz) - Litmanová (Littmannsau) - Lomnička (Kleinlomnitz) - Ľubotín - Malý Lipník (Kleinlaupnik) - Matysová - Mníšek nad Popradom (Remz) - Nižné Ružbachy (Unterrauschenbach) - Nová Ľubovňa (Neulublau) - Obručné - Orlov | - Plaveč (Plautsch) - Plavnica - Pusté Pole - Ruská Voľa nad Popradom - Starina - Stráňany (Vorwerk) - Sulín (Sulm) - Šambron (Schönbrunn) - Šarišské Jastrabie - Údol - Veľká Lesná (Reichwald) - Veľký Lipník (Großlaupnik) - Vislanka - Vyšné Ružbachy (Oberrauschenbach) |